# Saint-Cyprien (Pyrénées-Orientales)
Pour les articles homonymes, voir Saint-Cyprien.
Saint-Cyprien , en Pays Catalan, est une commune française, située dans l'est du département des Pyrénées-Orientales en région Occitanie. Sur le plan historique et culturel, la commune est dans le Roussillon, une ancienne province du royaume de France, qui a existé de 1659 jusqu'en 1790 et qui recouvrait les trois vigueries du Roussillon, du Conflent et de Cerdagne.
Exposée à un climat méditerranéen, elle est drainée par l'Agouille de la Mer. La commune possède un patrimoine naturel remarquable : deux sites Natura 2000 (le « complexe lagunaire de Canet-Saint Nazaire » et le « complexe lagunaire de Canet ») et cinq zones naturelles d'intérêt écologique, faunistique et floristique.
Saint-Cyprien est une commune urbaine et littorale qui compte 11 995 habitants en 2022, après avoir connu une forte hausse de la population depuis 1962. Elle est ville-centre de l'agglomération de Saint-Cyprien et fait partie de l'aire d'attraction de Perpignan. Ses habitants sont appelés les Cypriannais ou  Cypriannaises ou Cyprianencs.
Saint-Cyprien est l'une des sept stations balnéaires aménagées à partir des années 1960 dans le cadre de la mission interministérielle d'aménagement touristique du littoral du Languedoc-Roussillon pilotée par Pierre Racine. Elle est le troisième port de plaisance en France.

## Géographie

### Localisation
La commune de Saint-Cyprien se trouve dans le département des Pyrénées-Orientales, en région Occitanie.
Elle se situe à 13 km à vol d'oiseau de Perpignan, préfecture du département, à 25 km de Céret, sous-préfecture, et à 10 km de Canet-en-Roussillon, bureau centralisateur du canton de la Côte sableuse dont dépend la commune depuis 2015 pour les élections départementales.
La commune est par ailleurs ville-centre du bassin de vie de Saint-Cyprien.
Les communes les plus proches sont : 
Latour-Bas-Elne (1,3 km), Alénya (3,1 km), Elne (3,5 km), Corneilla-del-Vercol (4,6 km), Théza (4,9 km), Saint-Nazaire (5,6 km), Saleilles (6,0 km), Montescot (6,0 km).
Sur le plan historique et culturel, Saint-Cyprien fait partie de l'ancienne province du royaume de France, le Roussillon, qui a existé de 1659 jusqu'à la création du département des Pyrénées-Orientales en 1790 et qui recouvrait les trois vigueries du Roussillon, du Conflent et de Cerdagne.
| Alénya          | Canet-en-Roussillon |                  |
| Elne            | Saint-Cyprien       | Mer Méditerranée |
| Latour-Bas-Elne |                     |                  |

Situation dans l'arrondissement de Perpignan.
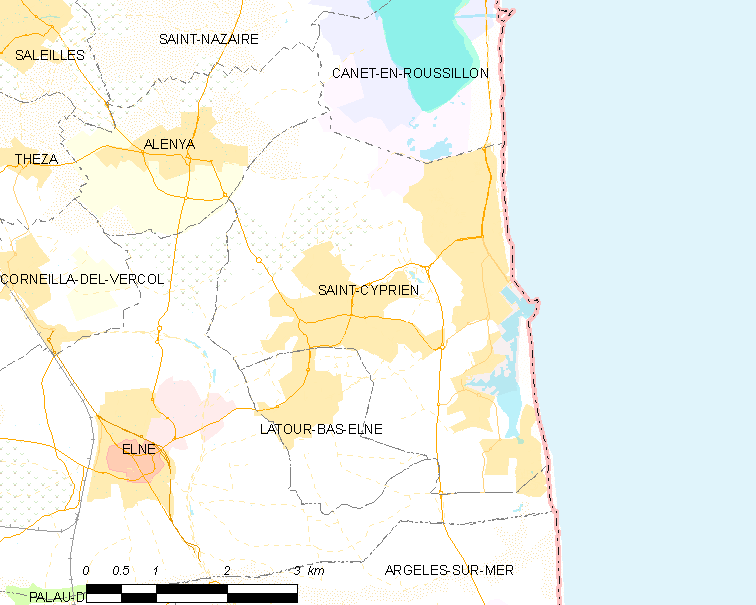
Situation de Saint-Cyprien.

### Géologie et relief
L'ensemble de la commune se situe au niveau de la mer. Le point culminant est à 29 mètres d'altitude.
Le sol est composé de dépôts sédimentaires du Quaternaire. Saint-Cyprien possède 6 km de plage de sable fin.
La commune est classée en zone de sismicité 3, correspondant à une sismicité modérée.

### Hydrographie
Le réseau hydrographique de Saint-Cyprien se compose essentiellement de canaux dont l'origine remonte aux anciennes activités agricoles dominantes en plaine du Roussillon.
Ainsi, le "Canal d'Elne" (Rec d'Elna) traverse la commune, se jetant dans le port de Saint-Cyprien tandis que le "Canal de La tour" (Rec de la Torre) finit son parcours sur la commune de Saint-Cyprien.

### Climat
Pour des articles plus généraux, voir Climat de l'Occitanie et Climat des Pyrénées-Orientales.
En 2010, le climat de la commune est de type climat méditerranéen franc, selon une étude du CNRS s'appuyant sur une série de données couvrant la période 1971-2000. En 2020, Météo-France publie une typologie des climats de la France métropolitaine dans laquelle la commune est exposée à un climat méditerranéen et est dans la région climatique Provence, Languedoc-Roussillon, caractérisée par une pluviométrie faible en été, un très bon ensoleillement (2 600 h/an), un été chaud (21,5 °C), un air très sec en été, sec en toutes saisons, des vents forts (fréquence de 40 à 50 % de vents > 5 m/s) et peu de brouillards.
Pour la période 1971-2000, la température annuelle moyenne est de 15,1 °C, avec une amplitude thermique annuelle de 15,4 °C. Le cumul annuel moyen de précipitations est de 616 mm, avec 4,4 jours de précipitations en janvier et 2,5 jours en juillet. Pour la période 1991-2020, la température moyenne annuelle observée sur la station météorologique la plus proche, située sur la commune de Canet-en-Roussillon à 10 km à vol d'oiseau, est de 15,9 °C et le cumul annuel moyen de précipitations est de 658,3 mm,. Pour l'avenir, les paramètres climatiques de la commune estimés pour 2050 selon différents scénarios d’émission de gaz à effet de serre sont consultables sur un site dédié publié par Météo-France en novembre 2022.

### Milieux naturels et biodiversité

#### Réseau Natura 2000

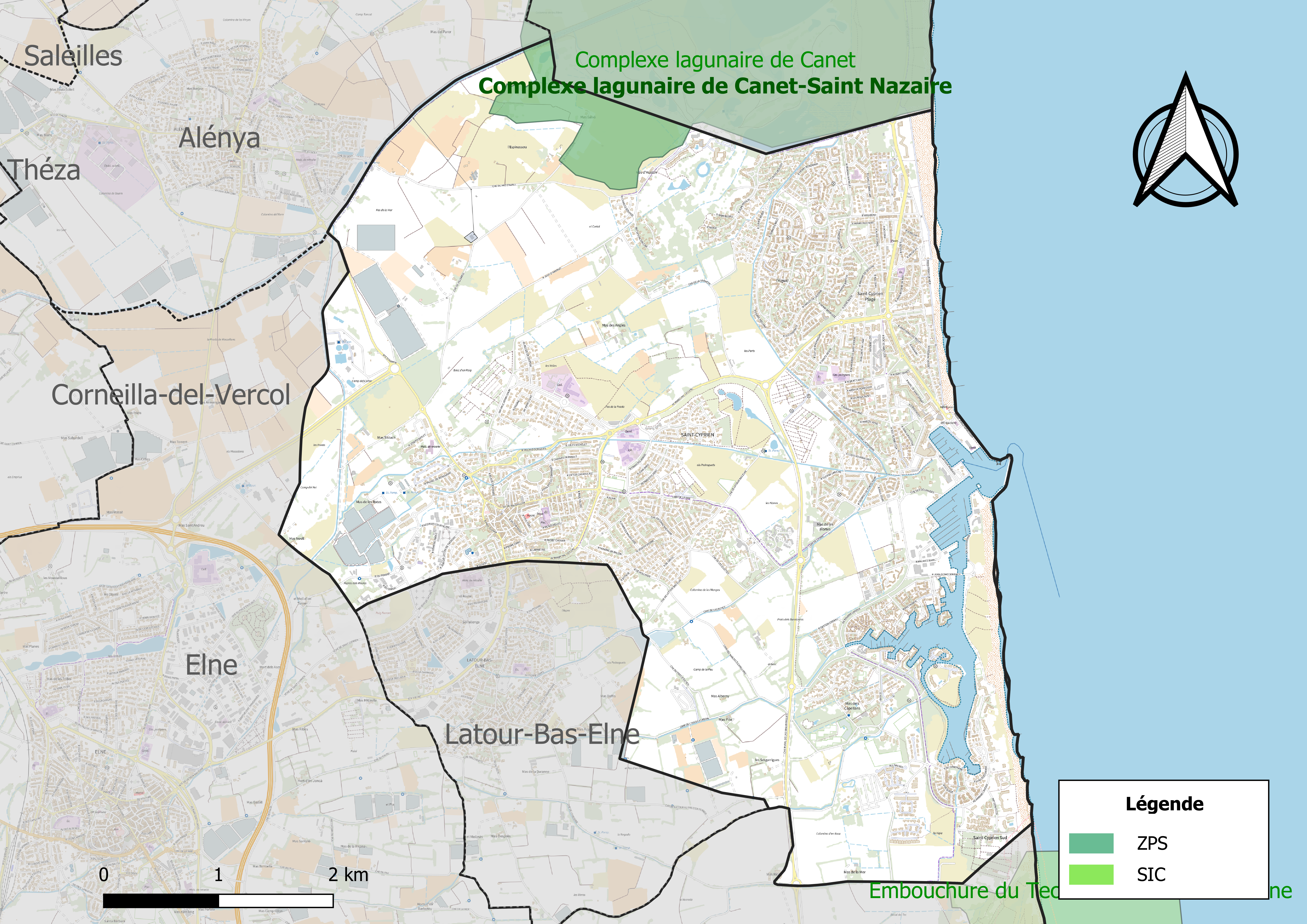
Site Natura 2000 sur le territoire communal.

Le réseau Natura 2000 est un réseau écologique européen de sites naturels d'intérêt écologique élaboré à partir des directives habitats et oiseaux, constitué de zones spéciales de conservation (ZSC) et de zones de protection spéciale (ZPS).
Un site Natura 2000 a été défini sur la commune au titre de la directive habitats.
- le « complexe lagunaire de Canet », d'une superficie de 1 872 ha, l'élément le plus méridional qui subsiste en France du grand ensemble lagunaire du languedoc-Roussillon. Il s'agit d'une lagune évoluée, à un stade de maturité où la coupure avec la mer est en train de s'effectuer et où les apports d'eau douce deviennent prépondérants[19] et  au titre de la directive oiseaux[18]
- le « complexe lagunaire de Canet-Saint Nazaire », d'une superficie de 1 869 ha, joue différents rôles en fonction des saisons et des espèces d'oiseaux : aires de repos, aires de nidification (roselières et milieux  dunaires, notamment), zones d'alimentation (plan d'eau, prairies pâturées). Le site accueille ainsi de nombreuses espèces de l'annexe 1 avec des effectifs souvent significatifs. On signalera notamment la Talève sultane, pour laquelle l'étang constitue le seul site de nidification actuellement connu  en France[20].

#### Zones naturelles d'intérêt écologique, faunistique et floristique
L’inventaire des zones naturelles d'intérêt écologique, faunistique et floristique (ZNIEFF) a pour objectif de réaliser une couverture des zones les plus intéressantes sur le plan écologique, essentiellement dans la perspective d’améliorer la connaissance du patrimoine naturel national et de fournir aux différents décideurs un outil d’aide à la prise en compte de l’environnement dans l’aménagement du territoire.
Trois ZNIEFF de type 1 sont recensées sur la commune :
- les « Dunes de Capellans » (18 ha)[22] ;
- les « prairies humides de Saint-Cyprien » (51 ha)[23],
- la « zone humide de l'étang de Canet » (945 ha), couvrant 4 communes du département[24] ;

et deux ZNIEFF de type 2, : 
- le « complexe lagunaire de Canet-Saint-Nazaire » (1 912 ha), couvrant 4 communes du département[25] ;
- l'« embouchure du Tech et grau de la Massane » (291 ha), couvrant 3 communes du département[26].

Carte des ZNIEFF de type 1 et 2 à Saint-Cyprien.
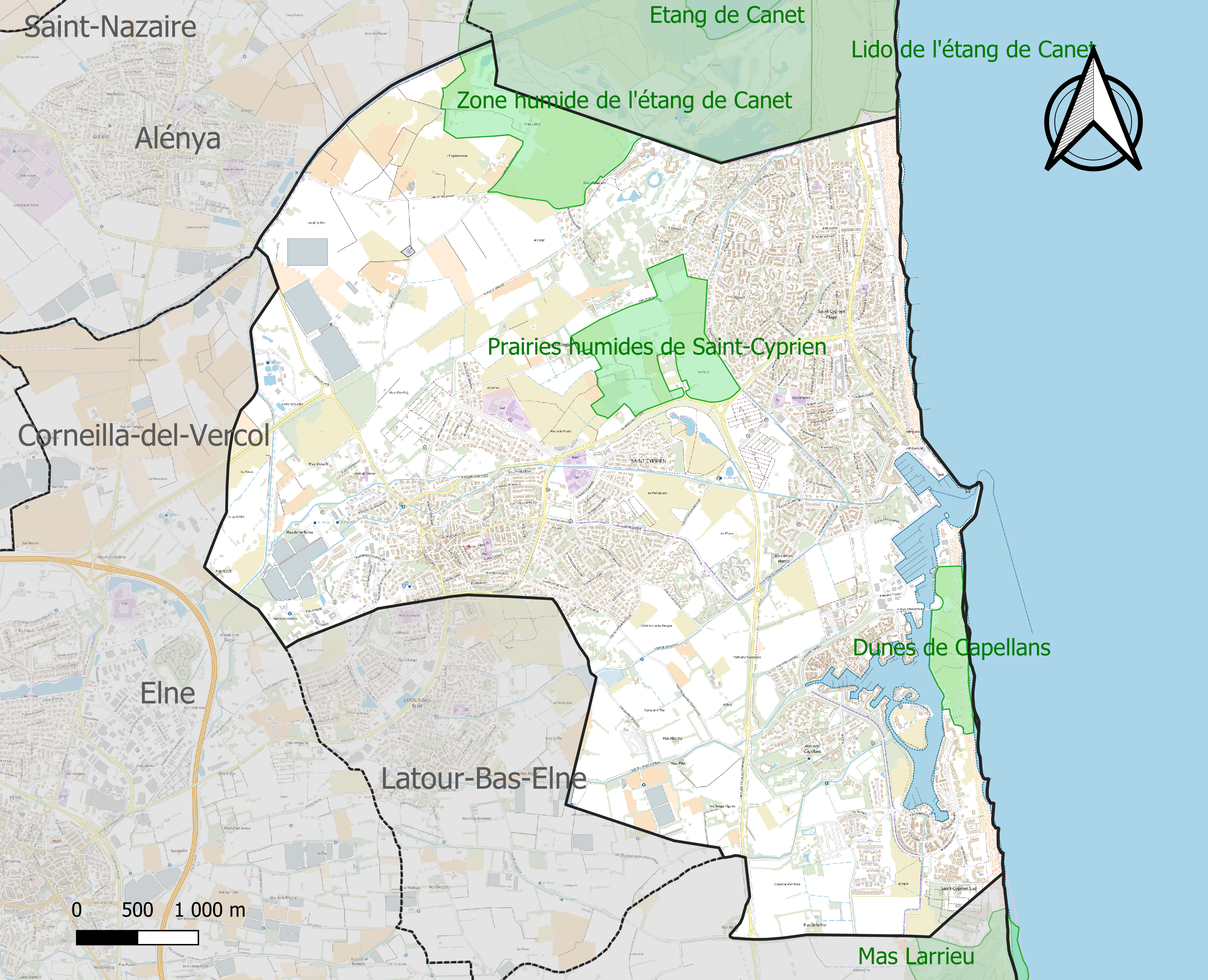
Carte des ZNIEFF de type 1 sur la commune.
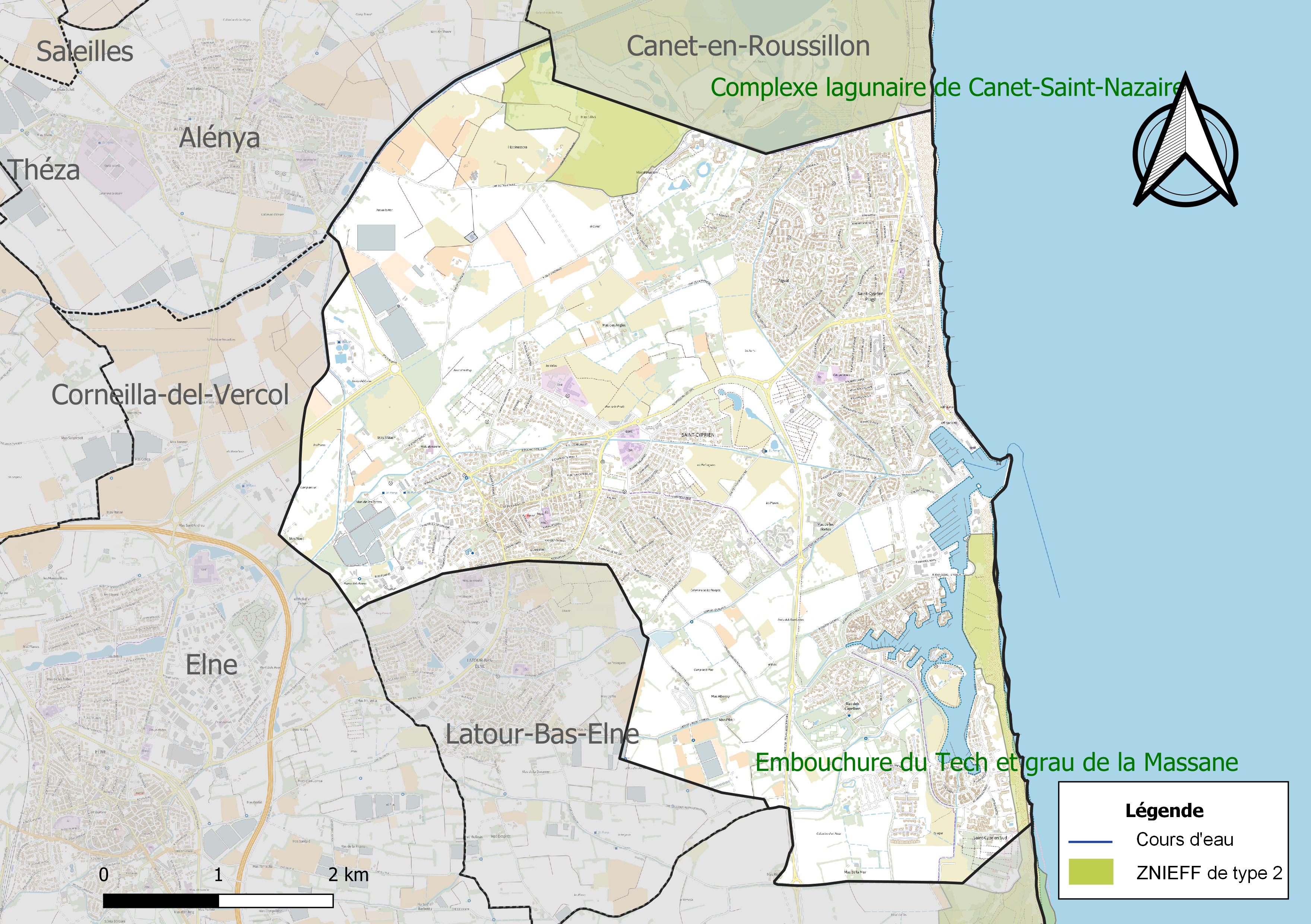
Carte des ZNIEFF de type 2 sur la commune.

## Urbanisme

### Typologie
Au 1er janvier 2024, Saint-Cyprien est catégorisée ceinture urbaine, selon la nouvelle grille communale de densité à sept niveaux définie par l'Insee en 2022.
Elle appartient à l'unité urbaine de Saint-Cyprien, une agglomération intra-départementale regroupant quatorze  communes, dont elle est ville-centre,,. Par ailleurs la commune fait partie de l'aire d'attraction de Perpignan, dont elle est une commune de la couronne,. Cette aire, qui regroupe 118 communes, est catégorisée dans les aires de 200 000 à moins de 700 000 habitants,.
La commune, bordée par la mer Méditerranée, est également une commune littorale au sens de la loi du 3 janvier 1986, dite loi littoral. Des dispositions spécifiques d’urbanisme s’y appliquent dès lors afin de préserver les espaces naturels, les sites, les paysages et l’équilibre écologique du littoral, tel le principe d'inconstructibilité, en dehors des espaces urbanisés, sur la bande littorale des 100 mètres, ou plus si le plan local d’urbanisme le prévoit.

### Occupation des sols

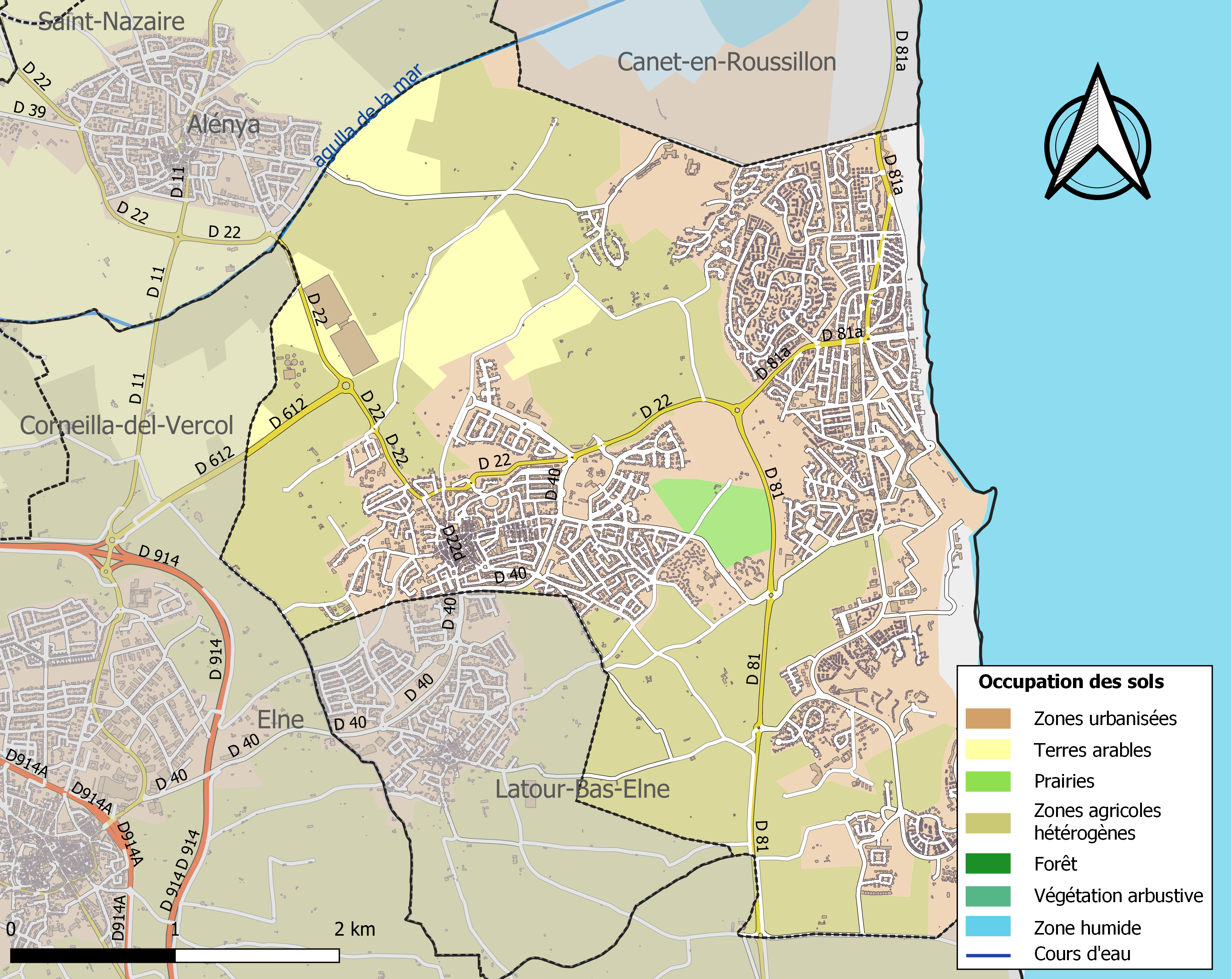
Carte des infrastructures et de l'occupation des sols de la commune en 2018 (CLC).

L'occupation des sols de la commune, telle qu'elle ressort de la base de données européenne d’occupation biophysique des sols Corine Land Cover (CLC), est marquée par l'importance des territoires agricoles (50,6 % en 2018), en diminution par rapport à 1990 (60,1 %). La répartition détaillée en 2018 est la suivante : 
zones agricoles hétérogènes (41,1 %), zones urbanisées (36,1 %), cultures permanentes (7,9 %), espaces verts artificialisés, non agricoles (5,4 %), zones industrielles ou commerciales et réseaux de communication (3,9 %), espaces ouverts, sans ou avec peu de végétation (3,6 %), prairies (1,6 %), eaux maritimes (0,4 %).
L'IGN met par ailleurs à disposition un outil en ligne permettant de comparer l’évolution dans le temps de l’occupation des sols de la commune (ou de territoires à des échelles différentes). Plusieurs époques sont accessibles sous forme de cartes ou photos aériennes : la carte de Cassini (XVIIIe siècle), la carte d'état-major (1820-1866) et la période actuelle (1950 à aujourd'hui).

### Quartiers de la ville

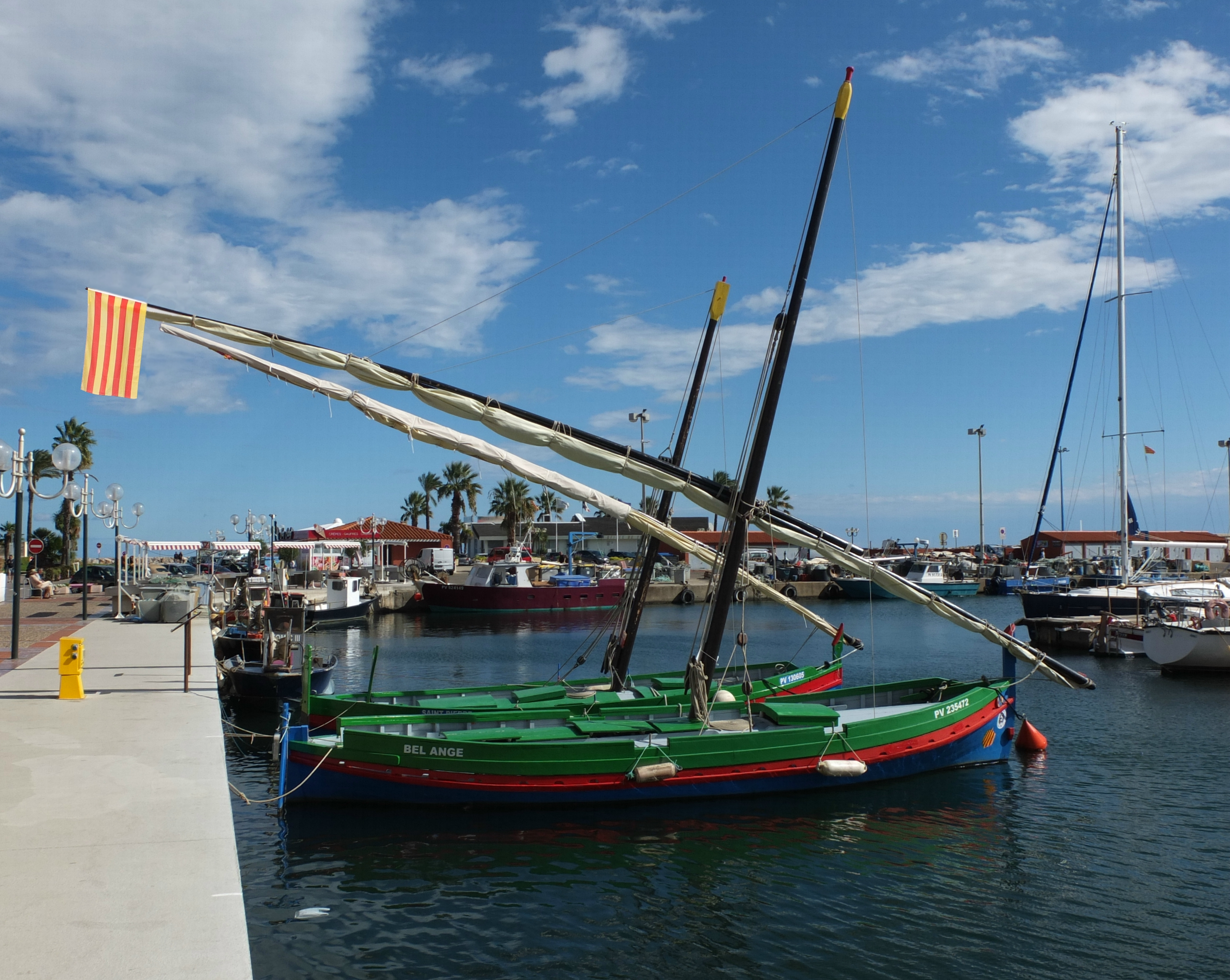
Ancienne barque "Le Bel Ange" (1898) au port.

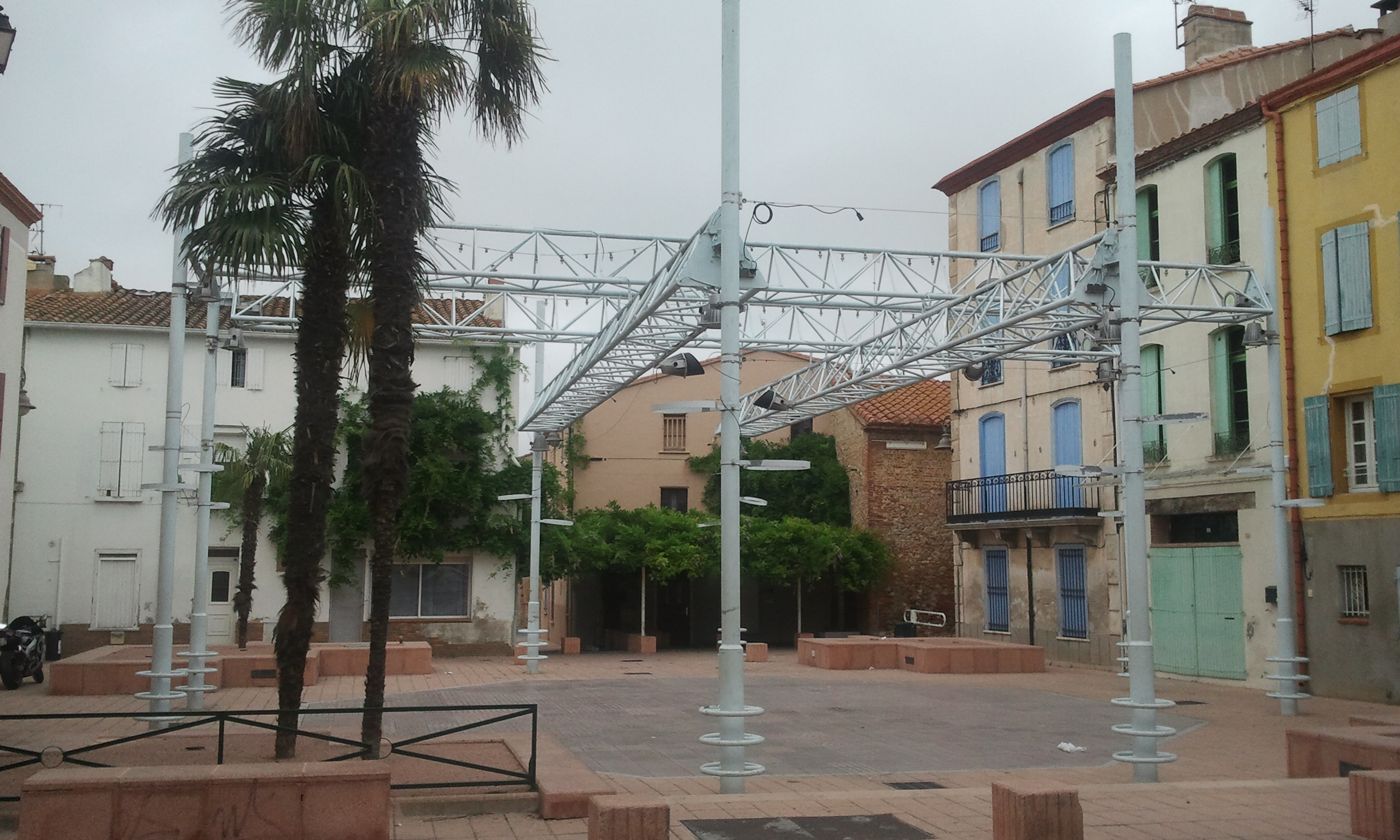
Place de la République (secteur Village).

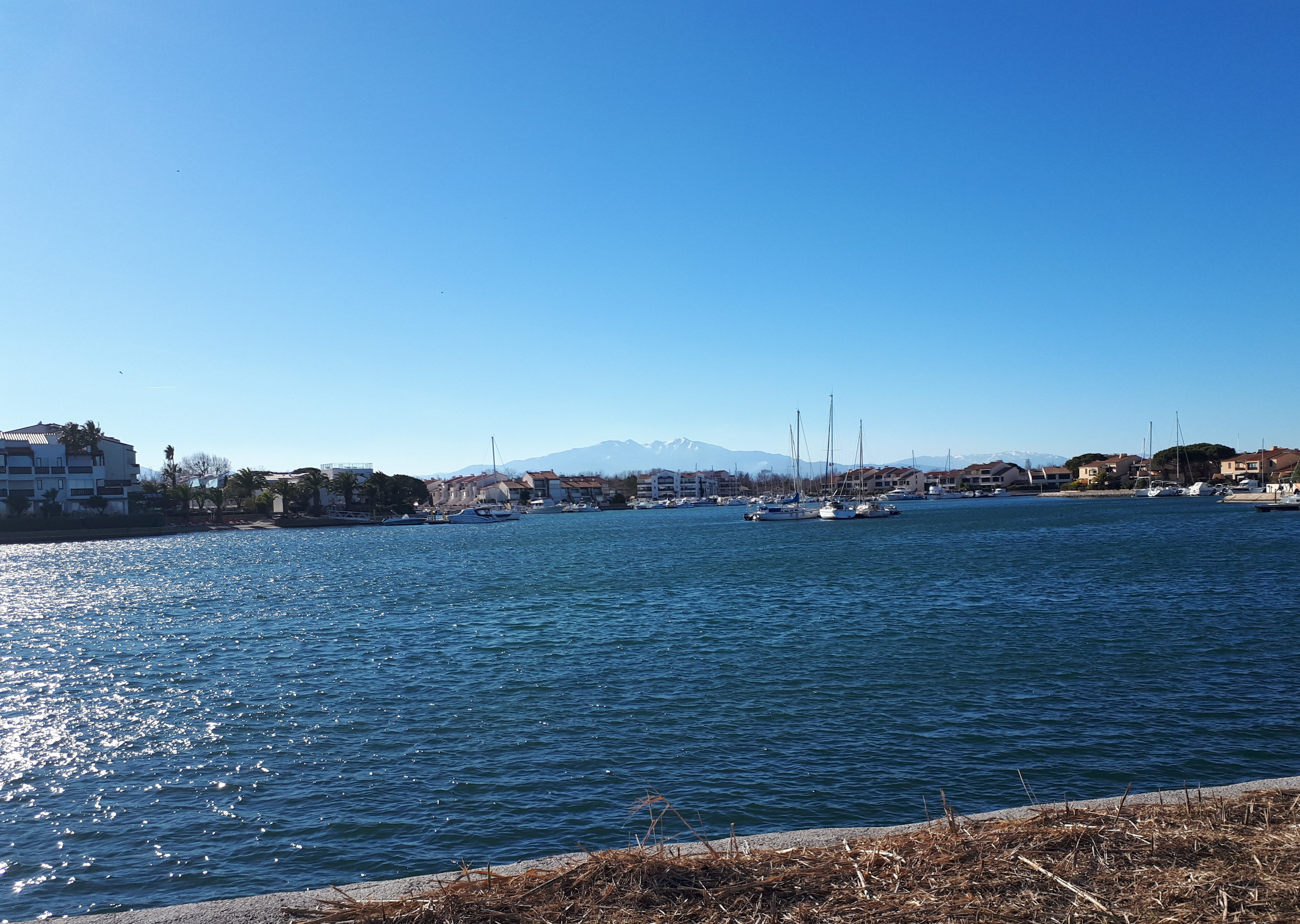
La lagune (les Capellans), Saint-Cyprien. Au fond : le massif du Canigou.

Recensement des douze quartiers de la commune :
- Le Port : quartier situé à l'est, troisième port de plaisance d'Europe ;
- Les Capellans : quartier situé au sud, complexe sportif, parc aquatique Aqualand ;
- L’Aygual: quartier situé au nord, lotissement ;
- Le Rapatel Las Planas : quartier à l'est, constitué de lotissement, caserne de pompier ;
- La Prade : quartier central, collège, crèche, médiathèque ;
- La Vigie : quartier central, composé de lotissement ;
- Le Village : quartier situé à l'ouest, mairie ;
- Las Hortes : quartier situé à l'ouest, cimetières ;
- Jardin d'anaïs II : quartier situé à l'ouest, lotissement;
- Las Masardes : quartier situé à l'ouest, lotissement ;
- Le Golf : quartier situé au nord, golf ;
- Plage de la Lagune : quartier situé au sud, quartier touristique : camping et hôtels ;
- Plage de l’Art : quartier situé au nord-est, plage, marchés

### Espaces verts
Le Parc de la Prade : entre Saint-Cyprien plage et Saint-Cyprien village.

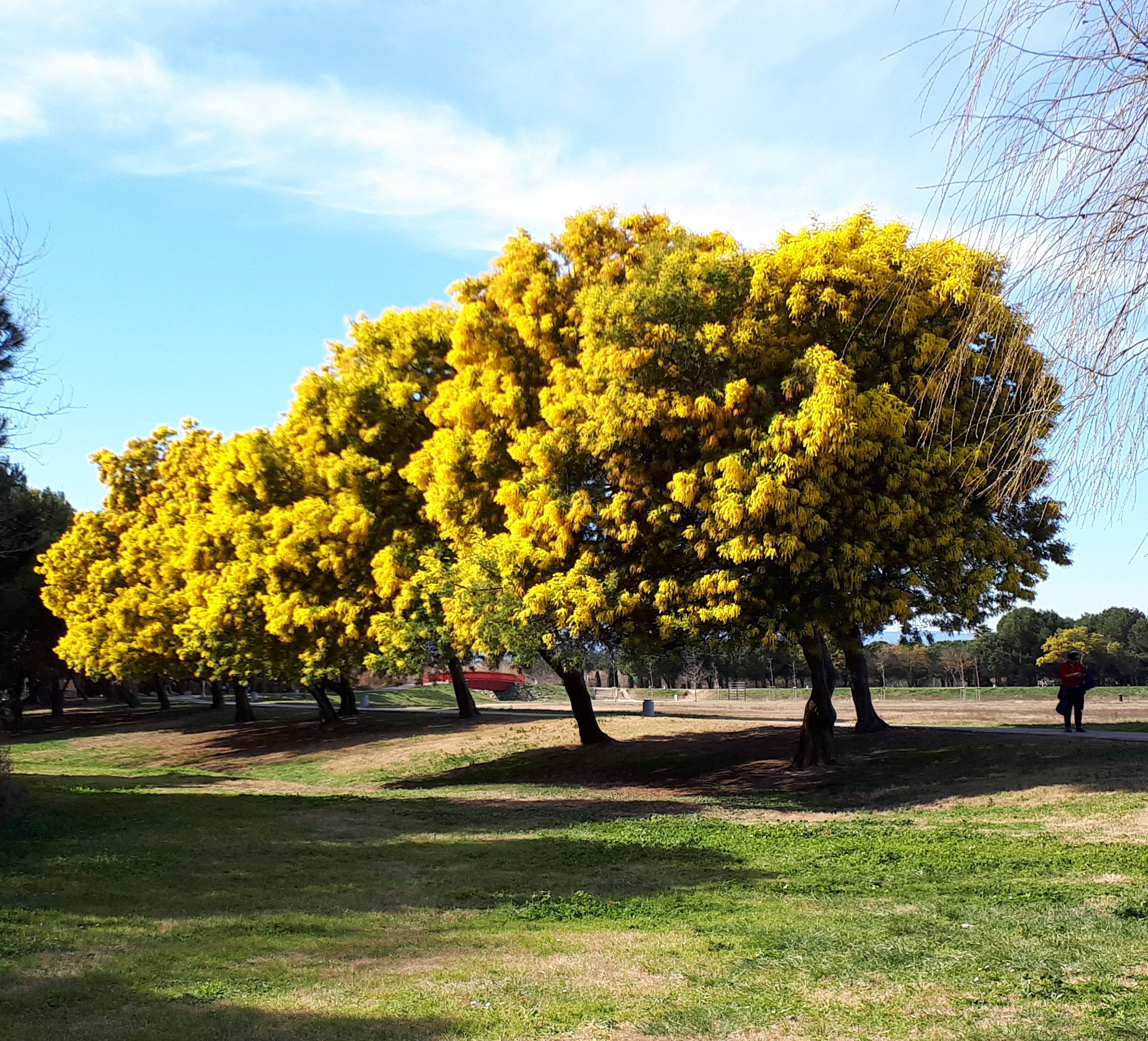
Mimosa dans le Parc de la Prade.
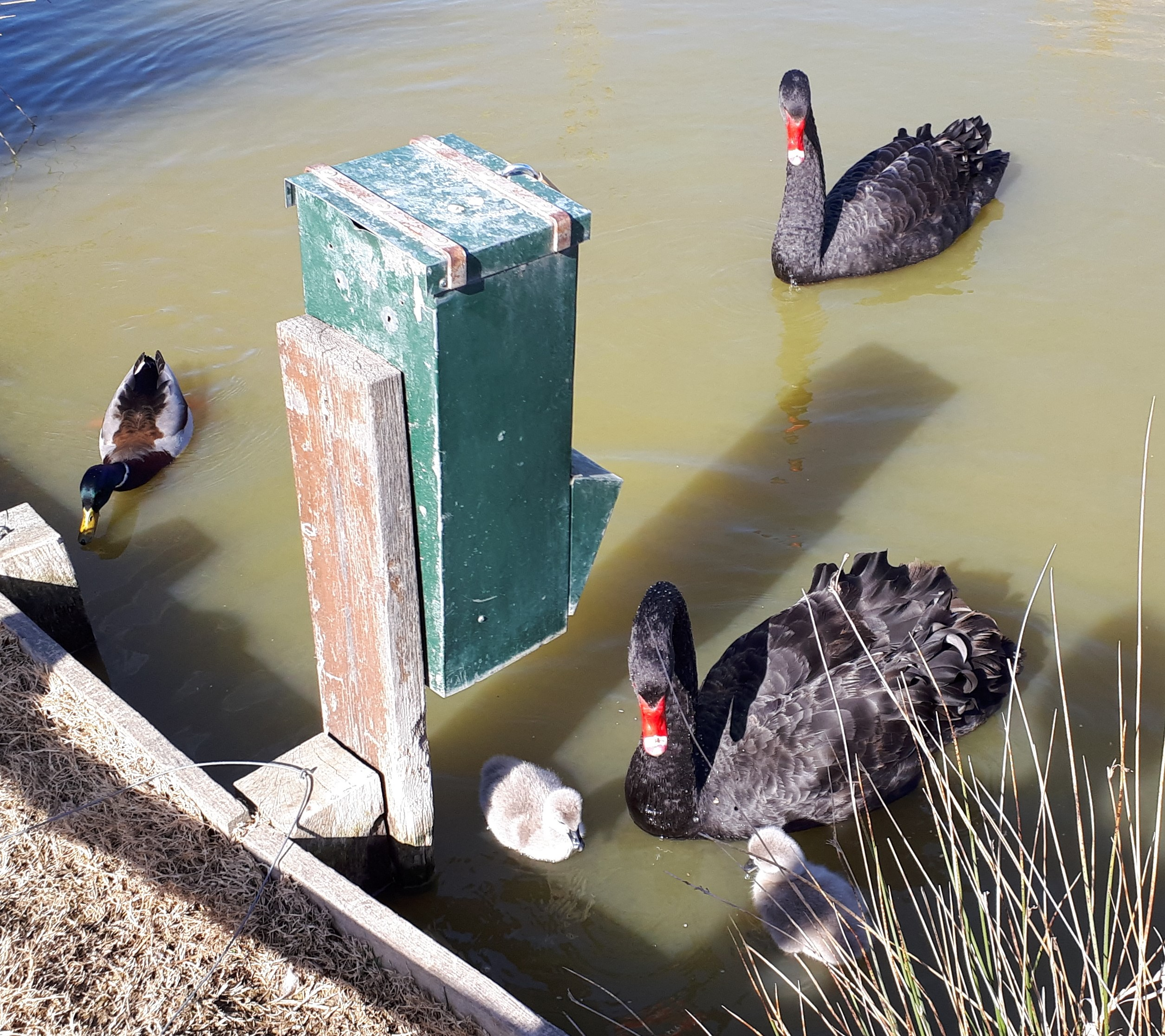
Cygnes noir, Parc de la Prade.

### Places et lieux fréquentés
Saint-Cyprien Village :
- La place Desnoyer, devant la mairie, place centrale du village.
- Place des Evadés de France, petite place au sud du village.
- Collections de Saint-Cyprien (Collection Desnoyer et Centre d'Art Contemporain).

Saint-Cyprien Plage :

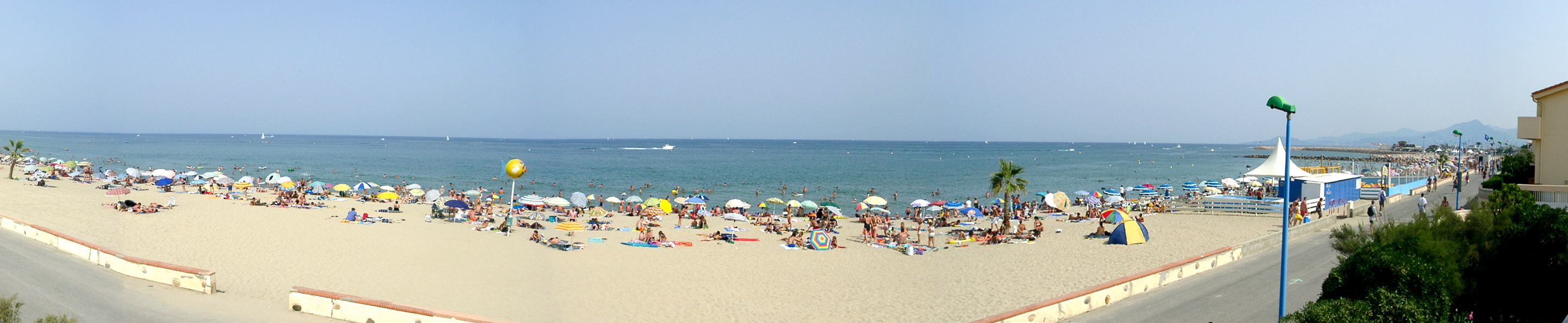
Plage située entre la Place Maillol et la Place Marbre en 2001, avant la construction des digues.

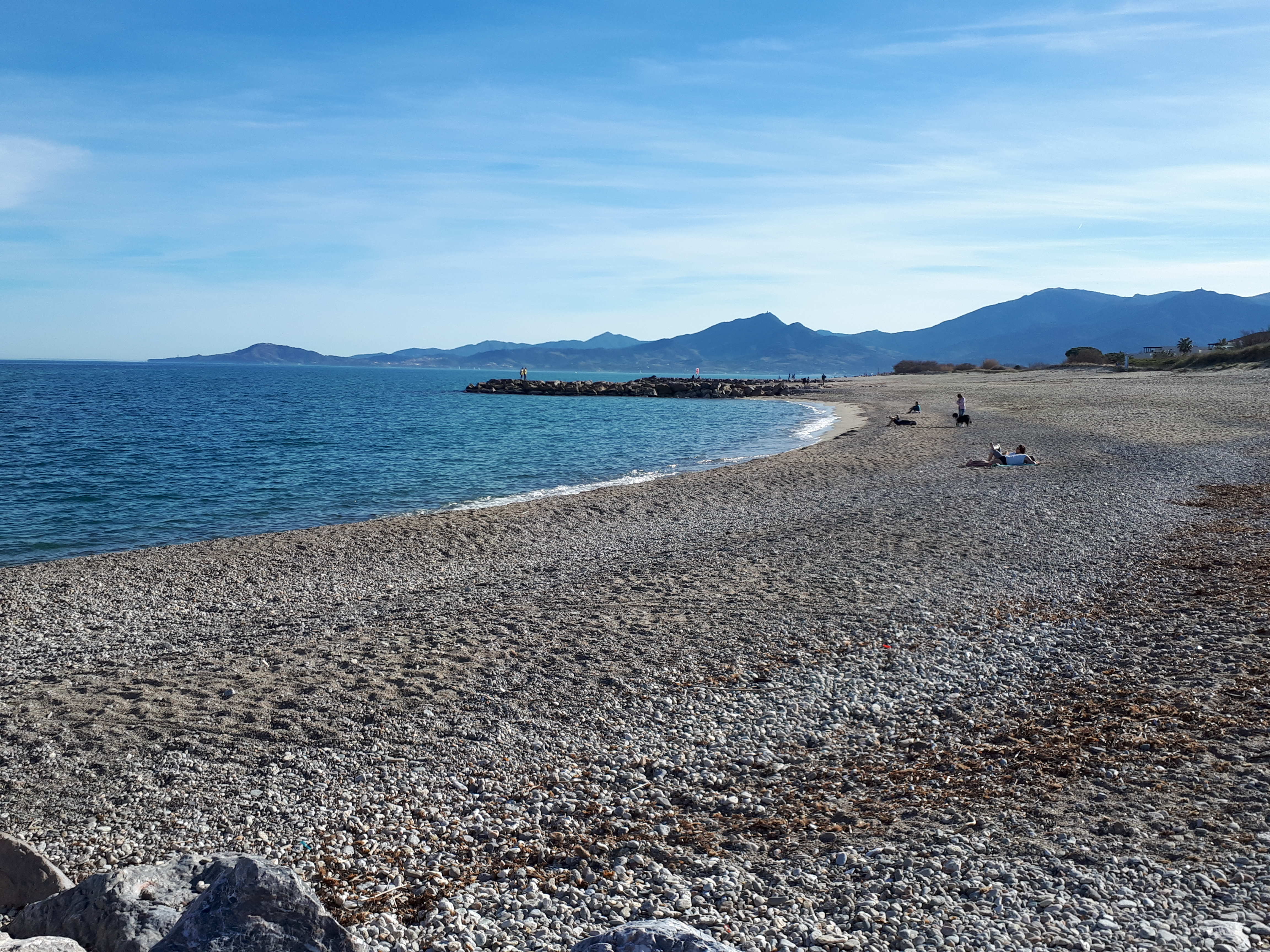
Plage sud, Saint-Cyprien. Au fond : les contreforts orientaux du massif des Albères.

- La place Maillol : esplanade où se déroule un grand nombre d'animations en saison estivale.
- Espace Rodin avec le marché du mardi (de mai à fin septembre) et vendredi (toute l'année).
- La place Marbre est la place du port avec ses cafés, des artistes qui exposent, dessinent et caricaturent, tous les soirs de l'été, le long des quais.
- Le centre équestre du quartier le Rapatel las planas.
- La plage[31].
- Le port avec ses commerçants.
- Promenade Ormesson  sur le port, les forains s'y installent en période estivale.

### Voies de communication et transports

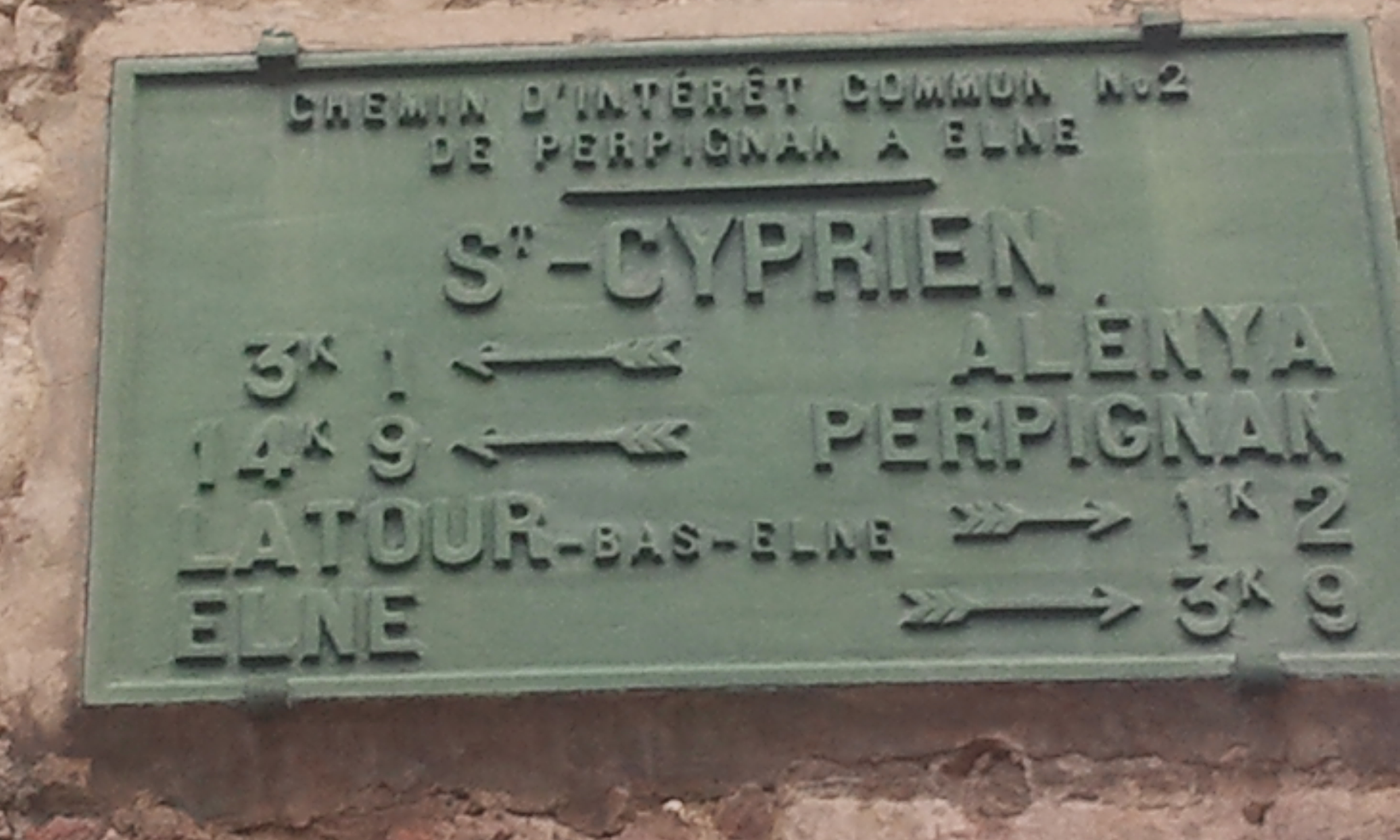
Ancienne plaque de direction à Saint-Cyprien.

#### Voies routières
- La départementale 612 de Perpignan en direction de Saint-Cyprien, mise en circulation en décembre 2013[réf. nécessaire] ;
- La départementale 81 en direction de Canet-en-Roussillon et de Argelès-sur-Mer ;
- La départementale 22 en direction d'Alénya ;
- La départementale 40 en direction d'Elne.

#### Transports
À ce jour, la CTPM (Compagnie des Transports Perpignan Méditerranée) n'assure pas la desserte de Saint-Cyprien car cette dernière ne fait pas partie de la Communauté Urbaine de Perpignan (Perpignan Méditerranée Métropole).
Cependant, la ville est desservie par plusieurs lignes du réseau régional liO : ligne 542 vers la gare de Perpignan ; ligne 543 vers Argelès-sur-Mer ; ligne 544 vers Millas.

### Risques majeurs

#### Catastrophes naturelles
- 6-10 novembre 1982 : tempête ;
- 12-14 octobre 1986 : inondations et coulées de boue ;
- 17-19 novembre 1989 : inondations et coulées de boue ;
- 22-25 janvier 1992 : inondations, coulées de boue et effets exceptionnels dus aux précipitations ;
- 26-27 septembre 1992 : inondations et coulées de boue ;
- 19 octobre 1994 : inondations et coulées de boue ;
- 15-16 décembre 1995 : inondations et coulées de boue ;
- 18 février 1996 : séisme ;
- 16-19 décembre 1997 : inondations, coulées de boue et chocs mécaniques liés à l'action des vagues ;
- 12-14 novembre 1999 : inondations et coulées de boue ;
- 3 et 4 décembre 2003 : inondations et chocs mécanique liés à l'action des vagues.

Le territoire de la commune de Saint-Cyprien est vulnérable à différents aléas naturels : inondations, climatiques (grand froid ou canicule), mouvements de terrains et séisme (sismicité modérée),.
Certaines parties du territoire communal sont susceptibles d’être affectées par le risque d’inondation par crue torrentielle de cours d'eau des bassins du Tech et du Réart. La commune fait partie du territoire à risques importants d'inondation (TRI) de Perpignan-Saint-Cyprien, regroupant 43 communes du bassin de vie de l'agglomération perpignanaise, un des 31 TRI qui ont été arrêtés le 12 décembre 2012 sur le bassin Rhône-Méditerranée. Des cartes des surfaces inondables ont été établies pour trois scénarios : fréquent (crue de temps de retour de 10 ans à 30 ans), moyen (temps de retour de 100 ans à 300 ans) et extrême (temps de retour de l'ordre de 1 000 ans, qui met en défaut tout système de protection). Du fait de son exposition marine, la commune est soumise également à un risque d'érosion très fort et de submersion marine, due à l'action conjuguée de la montée des eaux par surélévation du plan d’eau lors des tempêtes attaquant la côte et de l’action dynamique de la houle.
Les mouvements de terrains susceptibles de se produire sur la commune sont soit liés au retrait-gonflement des argiles, soit de l'érosion littorale. Une cartographie nationale de l'aléa retrait-gonflement des argiles permet de connaître les sols argileux ou marneux susceptibles vis-à-vis de ce phénomène.
Ces risques naturels sont pris en compte dans l'aménagement du territoire de la commune par le biais d'un plan de surfaces submersibles valant plan de prévention des risques.

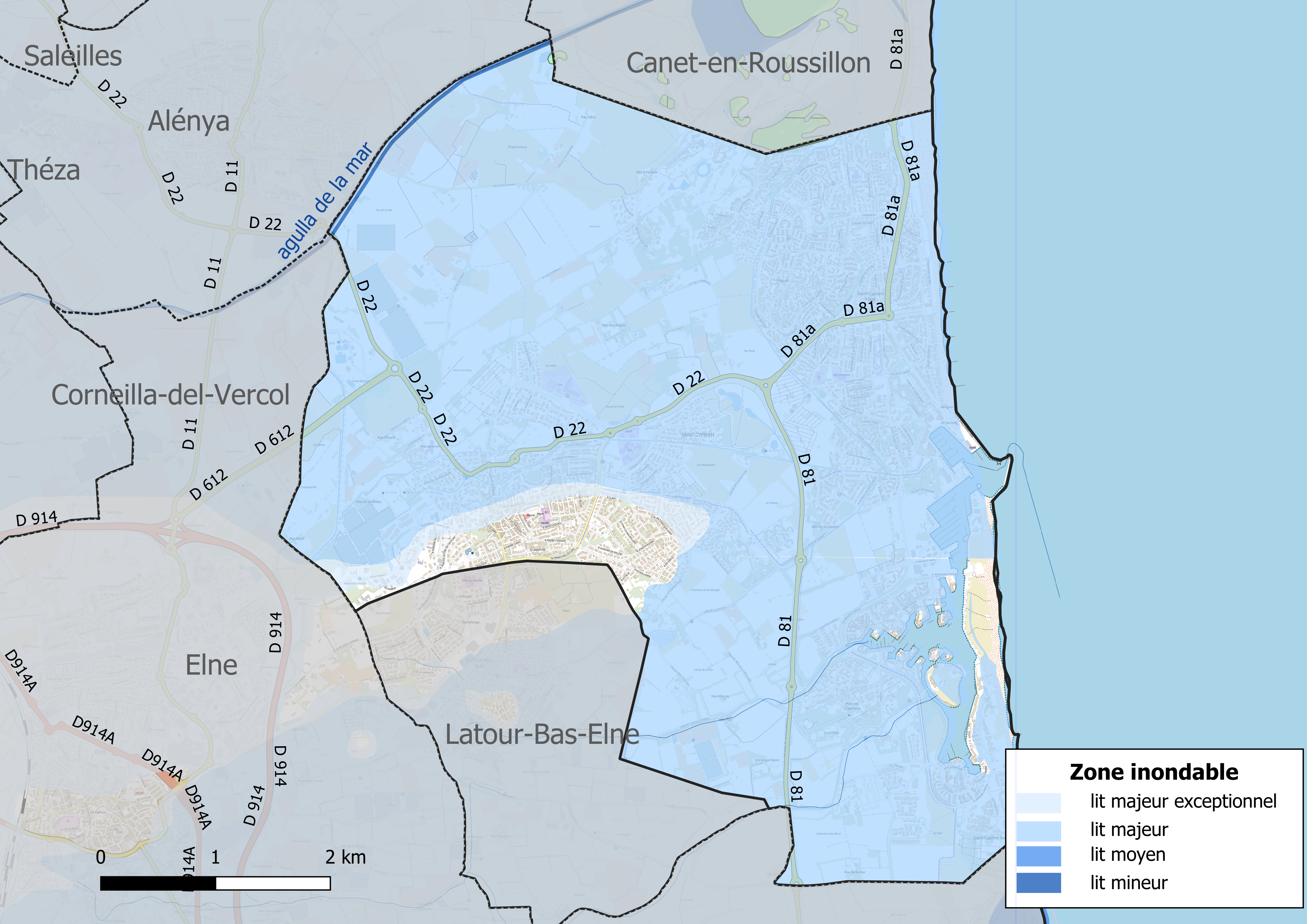
Carte des zones inondables.
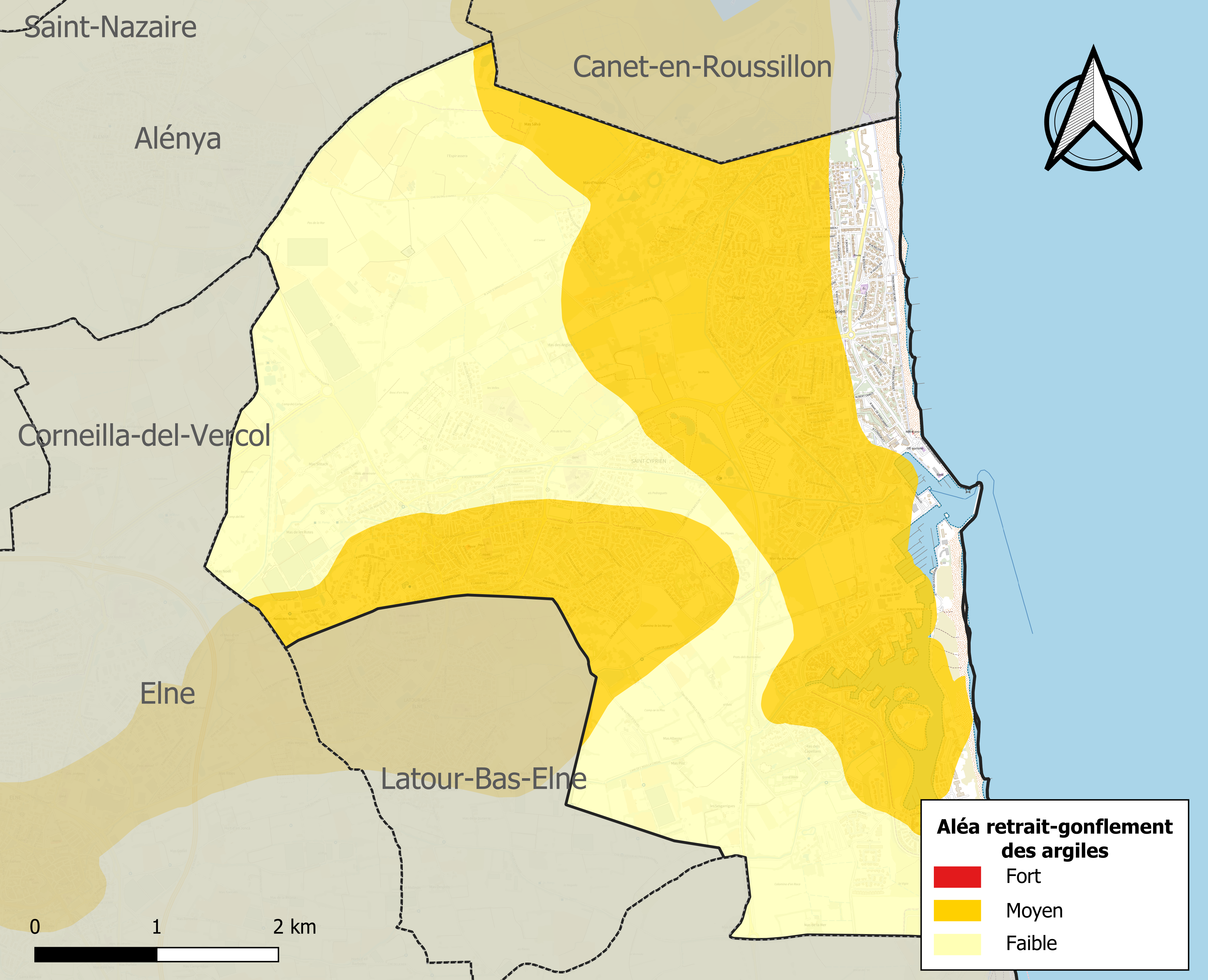
Carte des zones d'aléa retrait-gonflement des argiles.

## Toponymie
Formes du nom
Le lieu est cité pour la première fois au Xe siècle. Deux noms sont alors en concurrence. Le premier nom cité est Villa Salix en 914. Cependant, dès 915, on trouve également Sancto Cipriano, puis Villa Sancti Cipriani en 969.
En 991, le lieu est mentionné dans une charte, encore avec ses deux noms : Sallix alio nomine Sancti Cipriani. Dès le siècle suivant, le nom primitif semble avoir été évincé. On trouve Sent Sabria au XIVe siècle, puis St Cebria dels Says en 1451 et enfin simplement Sant Cebria à partir du XVIIe siècle.
Bien que le nom catalan soit plus proche de la forme populaire de Civran, celui-ci fut francisé sous la forme savante de Cyprien.
En catalan, le nom de la commune est Sant Cebrià de Rosselló.
Les habitants sont les Cyprianencs (Cebrianencs en catalan).
Lors du développement du secteur plage au début des années 1950, celui-ci fut baptisé sous le nom de Saint-Pierre par l'abbé Yan, peut-être en hommage au maire en exercice à l'époque, Pierre Escaro, ou aussi bien au premier patron-pêcheur jadis présent en ce lieu, Pierre Henric. L'appellation, bien qu'utilisée localement, fut officiellement abandonnée après l'élection du maire suivant, Jean Olibo, en 1956.
Étymologie
Salix (ou Sallix) est un terme latin désignant le saule, tandis que le catalan Salze (à l'origine de Says) qui en est issu désigne un lieu où abondaient les saules.

## Histoire

### Antiquité
En 118 av. J.-C., apparaissent les premiers vestiges de Saint-Cyprien sur le site de la « villa Salix », au milieu des marécages et des saulaies, non loin de Saint-Cyprien qui tient lieu de port annexe à l'antique Illiberis (devenue Helena au IVe siècle sous l'empereur Constantin, puis Elne). Une voie de liaison romaine confirme bien les échanges commerciaux entre ces deux villages. Elne devient au VIe siècle le siège de l'Evéché.
En 915 apparaît pour la première fois le nom de Saint-Cyprien, du nom d'un Saint martyr, évêque de Carthage. À ce village était associé le nom de « Vilarasa », puis en 928 celui d'une chapelle dédiée à Saint-Étienne.

### Moyen Âge
La ville de Saint-Cyprien s'agrandit, une église est construite au XIIIe siècle et sa population est estimée à 350 habitants vers 1385. Elne comptait alors 2 000 habitants.
Les terres étant inondables, un réseau d'agouilles, de canaux et d'aqueducs est mis en place pour les assainir (canal d'Elne). L'Aygal, canal conçu pour évacuer les eaux vers la mer est d'un niveau inférieur à celui de l'étang d'où le renforcement de son entretien.
La vie agricole est tournée vers l'élevage (pacage de bétail dans les prairies), la culture de céréales, le commerce maritime et la pêche constituant un revenu secondaire.

### XIXesiècle
La population est de 845 habitants, avec 160 enfants. Il est alors prévu en 1898 la création d'un groupe scolaire et administratif (mairie, écoles, bureaux).
Les terrains de « l'Aygal » vont être morcelés, et deviennent des terres cultivables : c'est la victoire en 1897 de l'agriculture sur l'élevage.
Jusqu'au début du XIXe siècle, la côte n'est pas habitée. Sur la carte d'État Major (début/milieu du XIXe siècle), ne figurent que des batteries côtières (Batteries Counillières, limite Canet/Saint Cyprien et Vigie, au sud près du Tech).

### XXesiècle
En 1926, la population est de 1 154 habitants, essentiellement regroupés autour du vieux village, alors qu'il existait sur la côte deux petits villages aux lieux-dits « Las Routas » et « l'Aygual », détruits pendant la Seconde Guerre mondiale.
En 1939, après la guerre d'Espagne, le camp de concentration de Saint-Cyprien est créé par le gouvernement français. Habilité pour recevoir environ 80 000 personnes, il fonctionne de février 1939 au 31 octobre 1940. Il sert à l'Internement d'hommes, de femmes et d'enfants républicains espagnols, membres des Brigades internationales, puis des ressortissants allemands, Juifs, apatrides, polonais, Hongrois, tchèques, belges et néerlandais, en raison de la guerre civile espagnole, puis de leur statut d'« étrangers en surnombre dans l'économie nationale » ou pour « espionnage en faveur du Reich ». Le peintre Felix Nussbaum y fut interné. Les locaux ont été creusés à même le sable.
Le camp était divisé en quatre îlots (100 × 70 m). Il avait une annexe à l'Hôpital Saint-Louis de Perpignan. En mai 1940, on compte 5 000 internés, en août 1940 3 168 (en raison du rapatriement des ressortissants du Reich), en octobre 1940 6 000 personnes. La mortalité était élevée (262 décès) notamment chez les jeunes enfants, en raison de la diphtérie. En octobre 1940, 3 870 hommes sont transférés vers le camp de Gurs avant leur déportation à Auschwitz. À l'été 1940, les autorités procédèrent au transfert de quelques volontaires vers les mines de sel de Theresienstadt en Pologne. En 1941, plusieurs internés allemands participeront à la direction clandestine du Parti communiste d'Allemagne (KPD).
En 1947, le ministère de la Reconstruction décide la construction d'un lotissement de 78 habitations, avec des fonds publics, pour reloger les familles de pêcheurs. C'est le point de départ de l'essor que connaîtra ensuite Saint-Cyprien, avec l'aménagement d'un second lotissement en 1954. Était née une grande idée : la création d'un village de mer. La population est alors de 1 441 habitants.
Deux noms de rues portent le noms d'anciens collaborateurs avec le regime Nazi sous Vichy. La rue Camille Mauclair, au nom de l'ecrivain antisémite qui fut adepte du gouvernement de Vichy de 1940 à 1944. Collaborateur occasionnel au quotidien pro allemand Le Matin, de Bunau-Varilla, il y signe divers articles favorables à la collaboration et violemment antisémites. Il collabore encore en 1944 à la revue Grand Magazine illustré de la Race : Revivre.
La rue adjacente à la rue Camille Mauclair, porte le nom de Georges Ripert qui pour sa part procéda aux premiers renvois de professeurs juifs de l'Université en application du Statut des juifs. Il n'hésitera pas à dire que les diverses lois sur le statut des Juifs, ne sont pas de simples conséquences de la « haine raciale », mais celles du « rôle néfaste que certains politiciens et financiers juifs avaient joué sous la Troisième République ».

### XXIesiècle
Dans les années 2000, l'histoire de la commune est mouvementée au niveau politique: l'ancien maire Jacques Bouille est placé en détention préventive pour des soupçons de corruption et prise illégale d'intérêts. Le 24 mai 2009, l'ancien maire se suicide en prison par désespoir après 6 mois de détention provisoire. Son successeur désigné est son premier adjoint, M. Pierre Fontvieille. Mais ce dernier est également arrêté, puis placé en garde à vue dans les locaux de la Police Judiciaire de Perpignan. Selon les informations produites par le journal Midi-Libre, l'arrestation de Pierre Fontvieille serait liée à des « malversations touchant le fonctionnement de [la] mairie » de Saint-Cyprien. Il est libéré le 3 juillet 2009.

## Politique et administration

### Liste des maires
| Période        | Période      | Identité           | Étiquette      | Qualité |
| -------------- | ------------ | ------------------ | -------------- | --- |
| mars 1945      | 1956         | Pierre Escaro      |                | |
| octobre 1956   | 1989         | Jean Olibo         | SFIO puis PS ? | |
| mars 1989      | 24 mai 2009  | Jacques Bouille    | RPR puis UMP   | Conseiller général, mis en examen, décédé en fonctions                                                             |
| 2 juin 2009    | 12 juin 2009 | Pierre Fontvieille | UMP            | démission du conseil municipal à la suite de sa mise en examen                                                     |
| septembre 2009 | En cours     | Thierry Del Poso,  | NC puis UMP-LR | Avocat Président de la CC Sud Roussillon (2014 → ) Conseiller départemental (canton de la Côte Sableuse) (2015 → ) |

### Communauté de communes Sud Roussillon

Saint-Cyprien fait partie de la communauté de communes Sud Roussillon, créée le 15 décembre 1992. Depuis le 1er janvier 2013, les communes de Théza, Corneilla-del-Vercol et Montescot ont rejoint Saint-Cyprien, Alénya et Latour-bas-Elne, faisant passer la Communauté de Communes de trois à six communes.
La Communauté de Communes Sud Roussillon œuvre aujourd’hui dans de nombreux domaines comme la gestion de l’eau et de l’assainissement, la gestion du service collecte et le traitement des déchets, le développement économique et la création de structures pour les entreprises et artisans, la création de sentiers de randonnée, la gestion de la piscine intercommunale, la protection et la mise en valeur de l’environnement, la création d’une gendarmerie intercommunale, la gestion des services de fourrière animale et fourrière automobile.

### Canton
Saint-Cyprien est le chef-lieu du canton de La Côte Radieuse jusqu'au redécoupage cantonal de 2014. Depuis, elle fait partie du canton de la Côte Sableuse, composé de quatre communes. Elle dépend de la deuxième circonscription des Pyrénées-Orientales dont le député est Fernand Siré (UMP, maire de Saint-Laurent-de-la-Salanque).

### Instances judiciaires et administratives

#### Juridictions
Saint-Cyprien dépend des tribunaux de :
- Tribunaux d'instance : Perpignan ;
- Tribunaux de grande instance : Perpignan;
- Conseil de Prud'hommes : Perpignan ;
- Tribunal pour enfants : Perpignan ;
- Cour d'appel : Montpellier ;
- Tribunal administratif : Montpellier ;
- Cour administrative d'appel : Marseille[59].

#### Forces de l'ordre
- police municipale quartier Plage de l'art ;
- gendarmerie nationale quartier de La Prade.

#### Pompiers
- caserne dans le quartier du Rapatel - Las Planas ;
- Société nationale de sauvetage en mer (SNSM), capitainerie quartier du Port.

### Politique environnementale
Saint-Cyprien est équipée d'une déchèterie et d'une station de transit des ordures ménagères, elle est l'une des quatre communes des Pyrénées-Orientales possédant une plate-forme de compostage pour déchets verts, et des 5 communes ayant une plate-forme de cocompostage de déchets verts et boues des stations d'épurations.
La ville a obtenu le label ville fleurie : deux fleurs.

### Cimetières
Deux cimetières sont situés dans le quartier Las Hortes à l'ouest de la ville.

## Population et société

### Démographie ancienne
La population est exprimée en nombre de feux (f) ou d'habitants (H).
| 1358 | 1365 | 1378 | 1470 | 1515 | 1553 | 1643 | 1720 | 1730 |
| ---- | ---- | ---- | ---- | ---- | ---- | ---- | ---- | ---- |
| 49 f | 53 f | 58 f | 33 f | 21 f | 17 f | 34 f | 42 f | 39 f |

| 1767  | 1774  | 1789 | 1790  | - | - | - | - | - |
| ----- | ----- | ---- | ----- | - | - | - | - | - |
| 270 H | 240 H | 57 f | 104 H | - | - | - | - | - |

Note :
- 1774 : pour Saint-Cyprien et Villeraze.

### Démographie contemporaine
L'évolution du nombre d'habitants est connue à travers les recensements de la population effectués dans la commune depuis 1793. Pour les communes de plus de 10 000 habitants les recensements ont lieu chaque année à la suite d'une enquête par sondage auprès d'un échantillon d'adresses représentant 8 % de leurs logements, contrairement aux autres communes qui ont un recensement réel tous les cinq ans,.

En 2022, la commune comptait 11 995 habitants, en évolution de +12,82 % par rapport à 2016 (Pyrénées-Orientales : +3,92 %, France hors Mayotte : +2,11 %).
| 1793 | 1800 | 1806 | 1821 | 1831 | 1836 | 1841 | 1846 | 1851 |
| ---- | ---- | ---- | ---- | ---- | ---- | ---- | ---- | ---- |
| 238  | 192  | 174  | 403  | 503  | 578  | 600  | 712  | 680  |

| 1856 | 1861 | 1866 | 1872 | 1876 | 1881 | 1886 | 1891 | 1896 |
| ---- | ---- | ---- | ---- | ---- | ---- | ---- | ---- | ---- |
| 707  | 667  | 680  | 729  | 743  | 770  | 812  | 834  | 884  |

| 1901 | 1906 | 1911 | 1921  | 1926  | 1931  | 1936  | 1946  | 1954  |
| ---- | ---- | ---- | ----- | ----- | ----- | ----- | ----- | ----- |
| 921  | 991  | 925  | 1 110 | 1 154 | 1 234 | 1 172 | 1 001 | 1 441 |

| 1962  | 1968  | 1975  | 1982  | 1990  | 1999  | 2006   | 2011   | 2016   |
| ----- | ----- | ----- | ----- | ----- | ----- | ------ | ------ | ------ |
| 1 854 | 2 592 | 3 012 | 4 405 | 6 892 | 8 573 | 10 140 | 10 438 | 10 632 |

| 2021   | 2022   | - | - | - | - | - | - | - |
| ------ | ------ | - | - | - | - | - | - | - |
| 11 398 | 11 995 | - | - | - | - | - | - | - |

| selon la population municipale des années : | 1968 | 1975 | 1982 | 1990 | 1999 | 2006 | 2009 | 2013 |
| Rang de la commune dans le département      | 19   | 18   | 16   | 9    | 5    | 4    | 4    | 4    |
| Nombre de communes du département           | 232  | 217  | 220  | 225  | 226  | 226  | 226  | 226  |

#### Superficie et population
| Rang                        | Population | Surface | Densité |
| --------------------------- | ---------- | ------- | ------- |
| Saint-Cyprien               | 10 508     | 15.80   |         |
| Unité urbaine               | 15 116     | 24.45   | 515     |
| Aire urbaine                | 249 016    | 830.52  | 866     |
| Région Languedoc-Roussillon | 2 548 000  | 27 376  | 93      |

La ville de Saint-Cyprien a une superficie de 15,8 km2 et une population de 10 476 habitants (en 2010), ce qui la classe :
| Rang                                  | Population | Superficie | Densité |
| ------------------------------------- | ---------- | ---------- | ------- |
| France                                | 1 124e     | 11 581e    | 1 621e  |
| Languedoc-Roussillon                  | 30e        | 636e       | 37e     |
| Pyrénées-Orientales                   | 4e         | 92e        | 13e     |
| Arrondissement de Perpignan           | 4e         | 25e        | 11e     |
| Communauté de communes Sud Roussillon | 1re        | 1re        | 1re     |

#### Pyramide des âges
On constate dans la commune que la population est plus âgée que dans le reste de l'hexagone.
En effet en 1999 les plus de 75 ans représentent 12,2 % de la population cyprianenque soit 3,5 % de plus que la moyenne nationale. Au contraire la part des jeunes de 0 à 19 ans n'est que de 19,4 % pour 24,6 % dans le reste de la France.
La classe majoritaire est celle des 40-59 ans présente à 23,6 %.

### Enseignement
La commune est dans l'académie de Montpellier.

### Manifestations culturelles et festivités
- Midi Plage : mois de juin

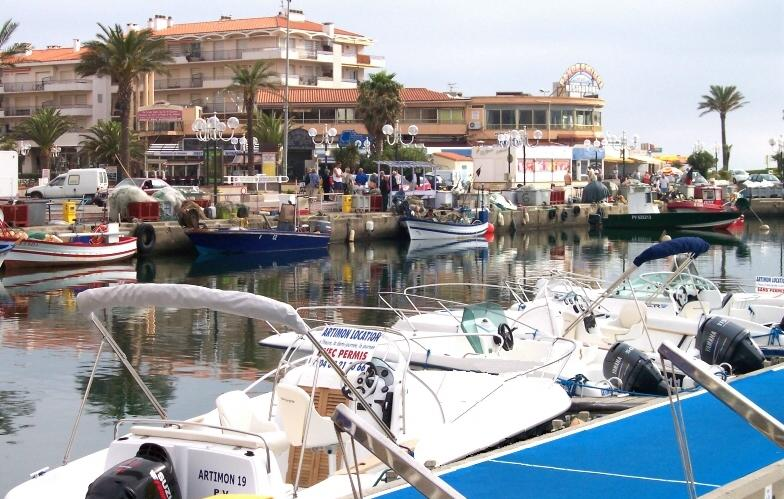
Le port

- Patrouille de France : mois de juillet
- Feu d artifice : 15 août
- Fête patronale : 16 septembre[68] ;
- Fête communale : 15 octobre[68] ;
- Festival Les Cypriales : fête de printemps

### Santé
Une dizaine de médecins généralistes sont présents sur la commune.

### Sports
Clubs et équipements sportifs
- grand stade les Capellans[69] : complexe sportif équipé de sept courts de tennis extérieurs dont onze en gazon synthétique et six green set, quatre courts couverts intérieurs en green set, badminton, squash, tennis de table, piscine, musculation, fitness ;
- golf de 27 trous ;
- équitation :
  - centre hippique U.D.S. I.S.T ;
  - Le cheval Andalou ;
  - La Palouse « Équitation western » ;
- voile :
  - centre sport de mer UDSIS ;
  - Sport yachting plus ;
- catamaran dériveur :
  - centre sport de mer UDSIS ;
  - Hawaï surfing ;
  - Yacht club ;
- location de bateau, pêche en mer, planche à voile, ski nautique, jet ski, wakeboard bouée tractée, kite surf.

Événements
- Nautisme « Saint-Cyprien navigue » : régate organisée par le port de Saint-Cyprien ;
- Nautisme, challenge de printemps : régate organisée par le Yacht Club de Saint-Cyprien ;
- Nautisme « Les 1000 de Saint-Cyprien » : régate organisée par le Yacht Club de Saint-Cyprien.

### Communications
La zone du Grand port et la zone marine des Capellans sont sous couverture wifi payante.

## Économie

### Revenus
En 2018, la commune compte 6 259 ménages fiscaux, regroupant 11 526 personnes. La médiane du revenu disponible par unité de consommation est de 20 740 € (19 350 € dans le département). 48 % des ménages fiscaux sont imposés (42,1 % dans le département).

### Emploi

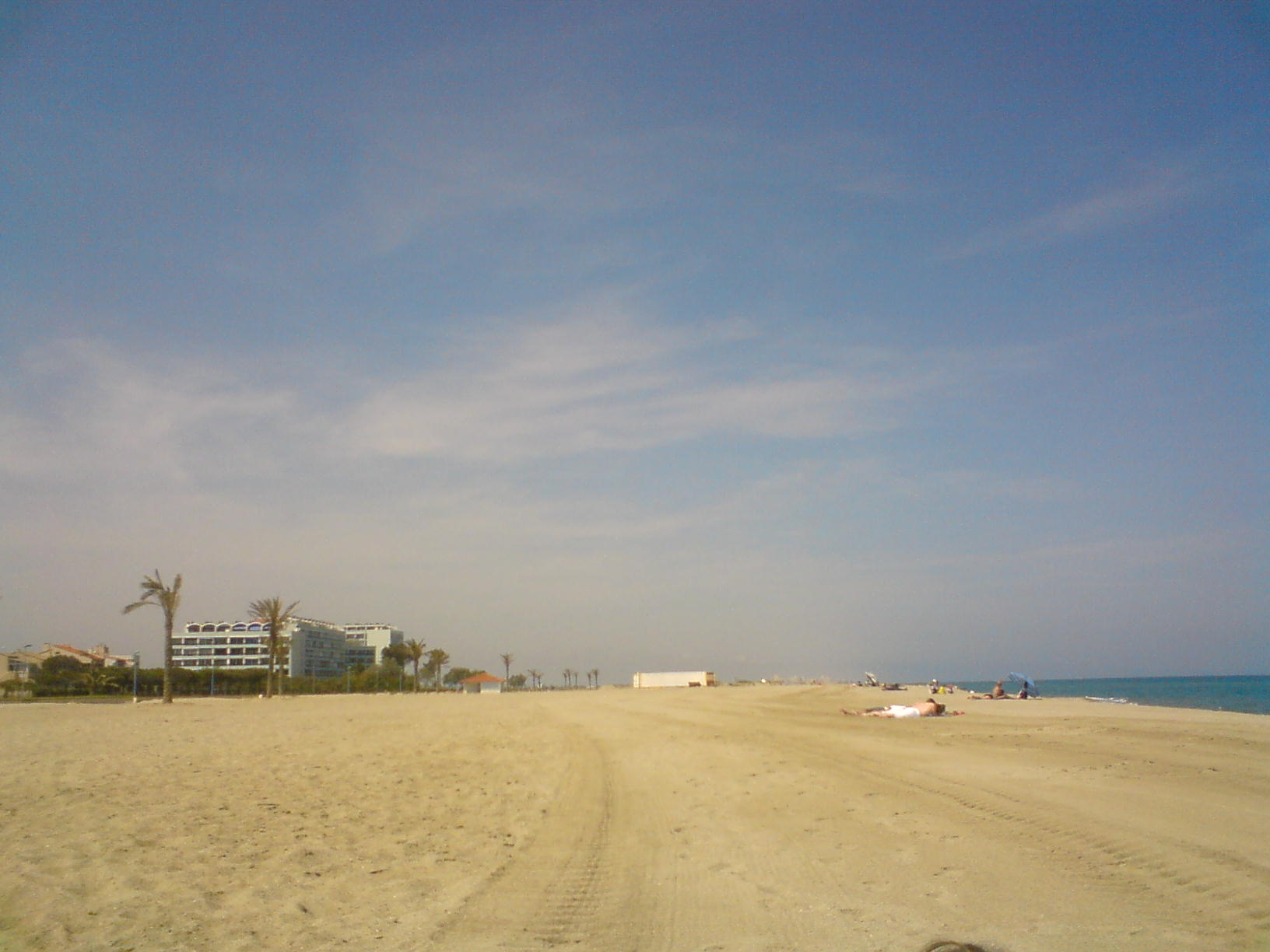
Plage

|                | 2008   | 2013   | 2018   |
| -------------- | ------ | ------ | ------ |
| Commune        | 10,8 % | 16,8 % | 17,7 % |
| Département    | 10,3 % | 12,9 % | 13,3 % |
| France entière | 8,3 %  | 10 %   | 10 %   |

En 2018, la population âgée de 15 à 64 ans s'élève à 5 413 personnes, parmi lesquelles on compte 71,1 % d'actifs (53,3 % ayant un emploi et 17,7 % de chômeurs) et 28,9 % d'inactifs,. Depuis 2008, le taux de chômage communal (au sens du recensement) des 15-64 ans est supérieur à celui de la France et du département.
La commune fait partie de la couronne de l'aire d'attraction de Perpignan, du fait qu'au moins 15 % des actifs travaillent dans le pôle,. Elle compte 2 610 emplois en 2018, contre 2 558 en 2013 et 2 594 en 2008. Le nombre d'actifs ayant un emploi résidant dans la commune est de 2 957, soit un indicateur de concentration d'emploi de 88,3 % et un taux d'activité parmi les 15 ans ou plus de 39,9 %.
Sur ces 2 957 actifs de 15 ans ou plus ayant un emploi, 1 268 travaillent dans la commune, soit 43 % des habitants. Pour se rendre au travail, 83,6 % des habitants utilisent un véhicule personnel ou de fonction à quatre roues, 1,2 % les transports en commun, 9,4 % s'y rendent en deux-roues, à vélo ou à pied et 5,8 % n'ont pas besoin de transport (travail au domicile).

### Revenus de la population et fiscalité
En 2010, le revenu fiscal médian par ménage était de 24 637 €.

### Emploi
| Chiffres de la population                 | Chiffres |
| ----------------------------------------- | -------- |
| population active totale                  | 3 103    |
| Taux d'activité entre 20 et 59 ans        | 75 %     |
| Chômeurs                                  | 716      |
| Taux de chômage (1999)                    | 23,1 %   |
| Actifs                                    | 36,1 %   |
| Retraités                                 | 31 %     |
| Jeunes scolarisés                         | 19,1 %   |
| Autres personnes sans activité            | 13,9 %   |
| Activités                                 | Chiffres |
| Agriculteurs                              | 1,7 %    |
| Artisans, commerçants, chefs d'entreprise | 13,3 %   |
| Cadres, professions intellectuelles       | 8,2 %    |
| Professions intermédiaires                | 19,2 %   |
| Employés                                  | 33,8 %   |
| Ouvriers                                  | 23,9 %   |
| Encore scolarisé                          | 7,9 %    |
| Niveaux d'études                          | Chiffres |
| Sans diplôme                              | 18,2 %   |
| Niveau CEP                                | 18,2 %   |
| Niveau BEPC                               | 10,6 %   |
| Niveau CAP ou BEP                         | 21,8 %   |
| Niveau BAC PRO                            | 1,8 %    |
| Niveau Bac+2                              | 6 %      |
| Niveau supérieur                          | 5,5 %    |

### Entreprises et commerces
C'est le tourisme qui fait vivre la ville. La population de la commune est multipliée par 7 en saison estivale. La ville est dotée de nombreux restaurants, bars et brasseries, sur le Port notamment. En ce qui concerne l'offre hôtelière, la commune propose cinq hôtels, huit résidences, un village vacances et quatre campings.
La commune détient plusieurs labels touristiques : deux fleurs au Concours des villes et villages fleuris, le Pavillon Bleu, Qualité Tourisme, Qualité Sud de France et Famille plus et est certifiée Afnor.

## Culture locale et patrimoine

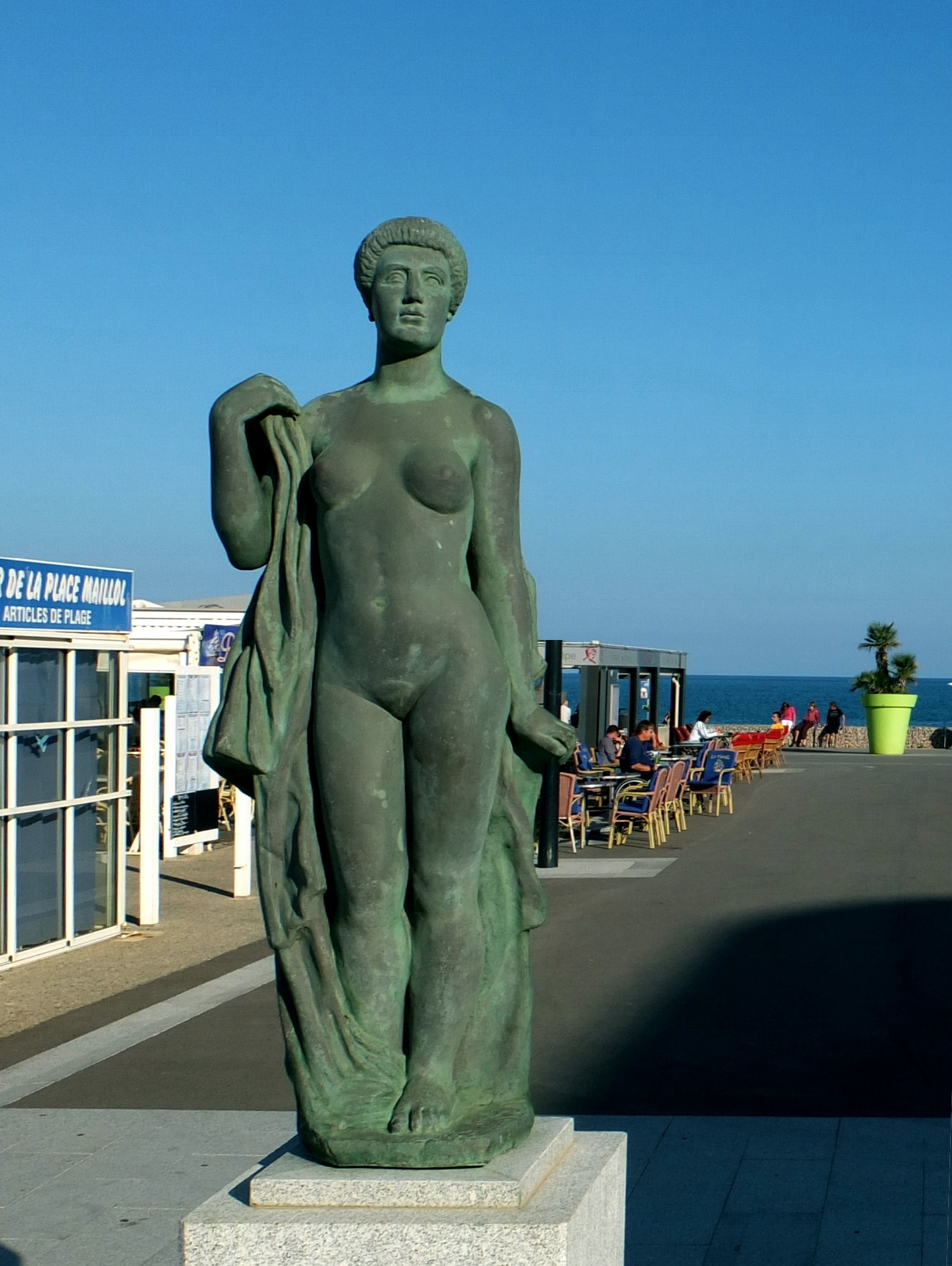
Aristide Maillol : La baigneuse drapée, statue en bronze (copie) sur la Place Maillol à Saint-Cyprien Plage.

### Monuments et lieux touristiques
- Le Château d'eau ;
- La Fontaine du port décorative et utile puisqu'elle nettoie l'eau du bassin ;
- Médiathèque Prosper-Mérimée ;
- Collection d'art contemporain ;
- Collection de la Fondation François Desnoyer, créée en 1963[72] ;

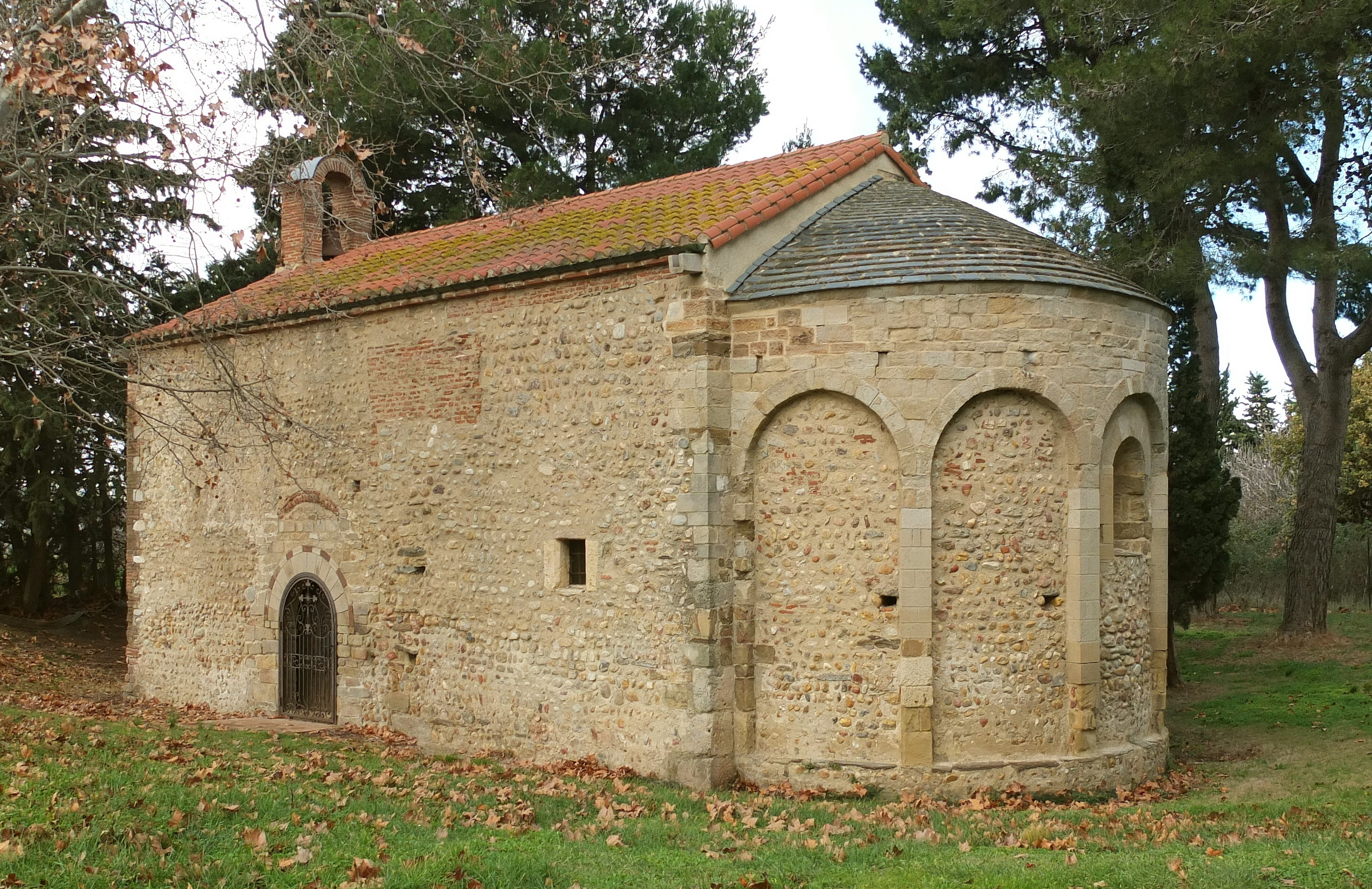
Église Saint-Cyprien de Saint-Cyprien, construite au XVIIIe siècle sur les vestiges de l'ancienne église romane, et son mobilier des XVIIIe siècle et XIXe siècle[40]. L'édifice a été inscrit au titre des monuments historiques en 1992.
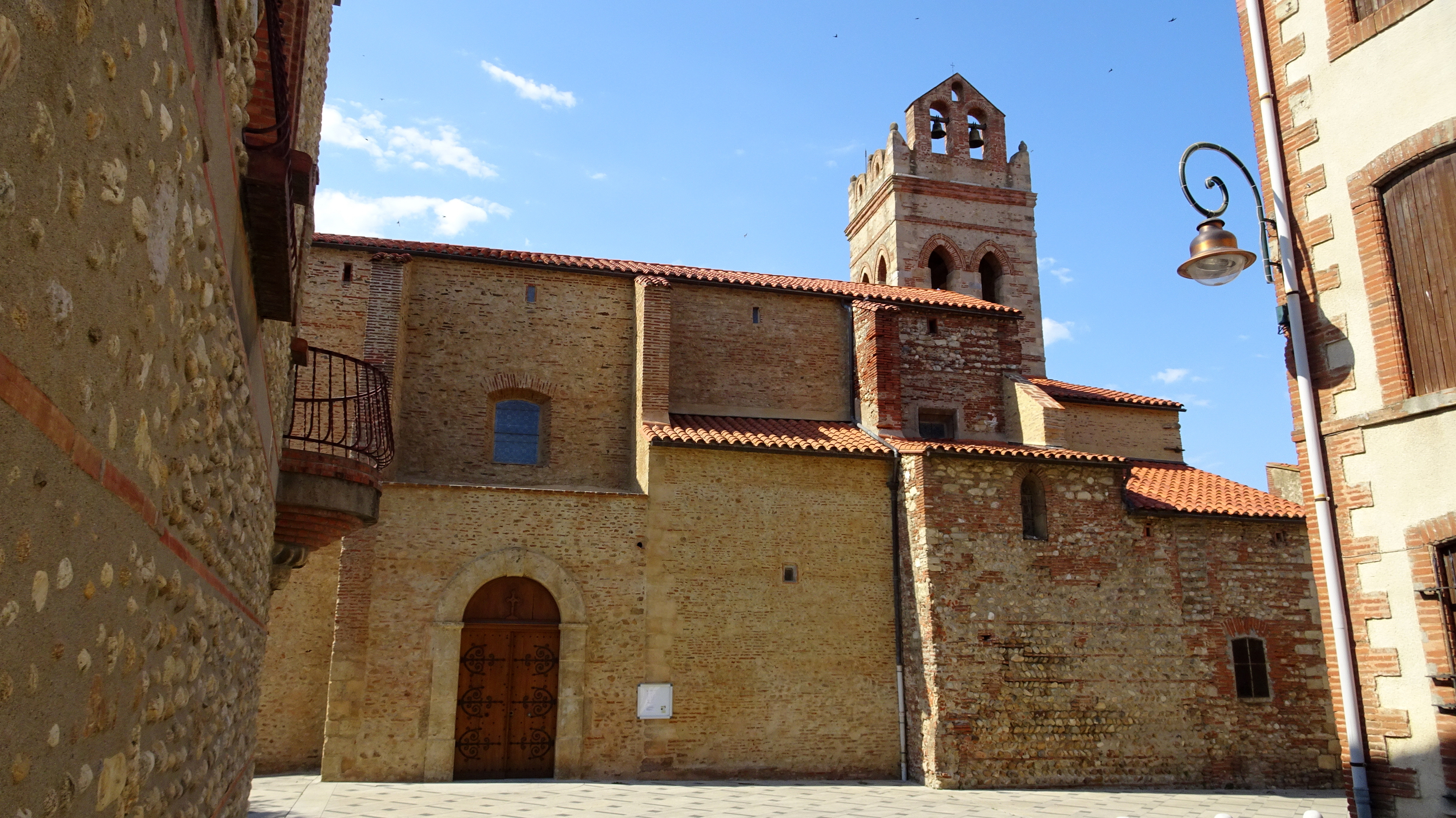
Église Saint-Étienne de Vilarasa, église romane[73].
- Église Notre-Dame-de-Lumière de Saint-Cyprien.  - Église Saint-Étienne de Vilarasa
  - Église Saint-Cyprien de Saint-Cyprien
.

### Personnalités liées à la commune
- François Desnoyer (1894-1972) : peintre, lithographe, graveur et sculpteur, mort à Saint-Cyprien ;
- Felix Nussbaum (1904-1944) : peintre juif allemand interné au camp de Saint-Cyprien en 1940 ;
- Martin Vivès (1905-1991) : peintre, résistant, conservateur du musée des Beaux-Arts de Perpignan, mort à Saint-Cyprien ;
- Léo Ansbacher (1907-1998) : rabbin d'origine allemande interné au camp de Saint-Cyprien en 1940 ;
- Jean Olibo (1909-) : écrivain et résistant[pourquoi ?] ;
- Manuel Andújar (es) (1913-1994) : écrivain espagnol, interné au camp de Saint-Cyprien de février à mars 1939 ;
- Kurt Julius Goldstein (en) (1914-2007) : journaliste allemand interné au camp de Saint-Cyprien en 1939 ;
- Roger van Rogger (1914-1983) : peintre belge interné au camp de Saint-Cyprien en 1940 ;
- Jacques Palat (1915-1961) : joueur international de rugby à XV né à Saint-Cyprien ;
- Karl Fischer (Widerstandskämpfer) (de) (1918-1963) : combattant de la résistance autrichien interné au camp de Saint-Cyprien en 1940 ;
- Louis Creixell (1944-1996) : linguiste français ayant vécu et mort à Saint-Cyprien-Plage ;
- Jean-Pierre François (1965-) : footballeur français, principalement célèbre pour avoir été l'interprète de la chanson Je te survivrai. Il a tenu une discothèque à Saint-Cyprien.

### Héraldique
| Blason de Saint-Cyprien | Blason  | De gueules à la cloche d'argent.                 |
| Blason de Saint-Cyprien | Détails | Le statut officiel du blason reste à déterminer. |